# John Allen Nelson
John Allen Nelson (San Antonio, Texas, 28 de agosto de 1959) es un actor estadounidense conocido por su rol en la serie de televisión Baywatch.

## Filmografía

### Películas
| Año  | Película                                | Rol             | Notas |
| ---- | --------------------------------------- | --------------- | ----- |
| 1987 | Saigon Commandos                        | Timothy Bryant  |       |
| 1987 | Hunk                                    | Hunk Golden     |       |
| 1988 | Deathstalker and the Warriors from Hell | Deathstalker    |       |
| 1988 | Killer Klowns from Outer Space          | Dave Hanson     |       |
| 1993 | Taking Liberty                          |                 |       |
| 1994 | Criminal Passion                        | Connor Ashcroft |       |
| 1996 | Follow Me Home                          | Perry           |       |
| 1998 | Marry Me or Die                         |                 |       |
| 1998 | Shelter                                 | Martin Roberts  |       |
| 2009 | Feast 3: The Happy Finish               | Shitkicker      |       |
| 201? | Fire Bay                                | John F. Kennedy |       |

### Televisión
| Year      | Program or series                          | Role                          | Notes        |
| --------- | ------------------------------------------ | ----------------------------- | ------------ |
| 1983      | Loving                                     | Duke Rochelle                 |              |
| 1984–1986 | Santa Barbara                              | Warren Lockridge              |              |
| 1987      | Scarecrow and Mrs. King                    | Brian Dubinski                |              |
| 1987      | Hunter                                     | Dr. Tim Donaldson             |              |
| 1987      | Buck James                                 | Buddy Cronin                  |              |
| 1988      | Heartbeat                                  | Bobby                         |              |
| 1989      | Perry Mason: The Case of the Lethal Lesson | Frank Wellman Jr.             |              |
| 1989      | Quantum Leap                               | Capt. Bill 'Bird Dog' Birdell |              |
| 1989–1990 | Booker                                     | Ronald Arrizola               |              |
| 1989–1993 | Matlock                                    | Terry Maslin Bill Parker      | two episodes |
| 1989–1995 | Baywatch                                   | John D. Cort                  |              |
| 1990      | Rich Men, Single Women                     | Travis                        |              |
| 1991      | Murder, She Wrote                          | Tod Sterling                  |              |
| 1994      | XXX's & OOO's                              | Andy St. James                |              |
| 1994      | Friends                                    | Paul                          |              |
| 1994      | Sweet Justice                              | Logan Wright                  |              |
| 1997      | Pensacola: Wings of Gold                   | Captain Tom Redding           |              |
| 1998      | Seven Days                                 | Mike Clary                    |              |
| 1998      | Early Edition                              | Ricky Brown                   |              |
| 1999      | V.I.P.                                     | FBI Agent Lambert             |              |
| 2000–2002 | Sheena                                     | Matt Cutter                   |              |
| 2003      | Baywatch: Hawaiian Wedding                 | John D. Cort                  |              |
| 2005      | CSI: Miami                                 | Mike Rydell                   |              |
| 2005–2006 | 24                                         | Walt Cummings                 |              |
| 2006      | Vanished                                   | Senator Jeffrey Collins       |              |
| 2007      | Close to Home                              | William Sheffield             |              |
| 2007      | Saving Grace                               | Buck Crussing                 |              |
| 2008      | Burn Notice                                | Lesher                        |              |
| 2008      | Without a Trace                            | Mark Duncan                   |              |
| 2008      | Knight Rider                               | Congressman Childress         |              |
| 2008      | Grey's Anatomy                             | Arthur Saltonoff              |              |
| 2008–2009 | Privileged                                 | Arthur Smith                  |              |
| 2009      | Inside the Box                             | Special Agent Tompkins        |              |
| 2009      | Criminal Minds                             | Dan Murphy                    |              |
| 2009      | Drop Dead Diva                             | D.A. Callahan                 |              |
| 2013      | Castle                                     | Walter Dennis                 |              |
| 2014      | Crisis                                     | President DeVore              | Recurring    |